# Eoplesiosaurus
Eoplesiosaurus es un género basal extinto de plesiosauroide del período Jurásico Inferior (muy probablemente a principios del Hettangiense) del Reino Unido. Comprende una sola especie, E. antiquior.

## Descubrimiento
Eoplesiosaurus es conocido solo a partir del espécimen holotipo TTNCM 8348, un esqueleto postcraneal completo y articulado. Está preservado en tres dimensiones con algunos huesos gastrales presentes. Fue recolectado en Street, en Watchet en Somerset, en los lechos de Pre-Planorbis de la Formación Blue Lias del Grupo Lias Inferior. Estos lechos probablemente aparecieron en la primera aparición del ammonite Psiloceras planorbis. Por lo tanto, estos probablemente pertenecen a la cronozona de P. tilmanni, a principios del Hettangiense, el cual data de entre 199.6 a 198 millones de años, immediatamente después del límite entre el Triásico y el Jurásico. Los fósiles de plesiosaurios que han sido descubiertos en Street (como Avalonnectes y Thalassiodracon), o en los estratos contemporáneos como la localidad de Watchet, representan la primera aparición de los Plesiosauria. Por tanto, Eoplesiosaurus es el más antiguo plesiosauroide y uno de los más antiguos plesiosaurios conocidos.

## Descripción
Eoplesiosaurus es un plesiosaurio con un cuello proporcionalmente largo con al menos 38 vértebras cervicales. La presencia de pequeñas proyecciones cónicas laterales en las bases de las prezigapófisis cervicales anteriores representan su autapomorfia. Un análisis filogenético desarrollado por Benson et al. (2012) encontró que era el plesiosauroide más basal. El siguiente cladograma muestra la posición filogenética de Eoplesiosaurus entre otros plesiosaurios siguiendo a Benson et al. (2012).
|  | Microcleididae                                                                       |
|  |                                                                                      |
|  | \| \| Plesiopterys wildi \| \| \| \| \| \| Elasmosauridae y Cryptoclidia \| \| \| \| |
|  |                                                                                      |
|  | Plesiopterys wildi                                                                   |
|  |                                                                                      |
|  | Elasmosauridae y Cryptoclidia                                                        |
|  |                                                                                      |

|  | Plesiopterys wildi            |
|  |                               |
|  | Elasmosauridae y Cryptoclidia |
|  |                               |

|  | Microcleididae                                                                       |
|  |                                                                                      |
|  | \| \| Plesiopterys wildi \| \| \| \| \| \| Elasmosauridae y Cryptoclidia \| \| \| \| |
|  |                                                                                      |
|  | Plesiopterys wildi                                                                   |
|  |                                                                                      |
|  | Elasmosauridae y Cryptoclidia                                                        |
|  |                                                                                      |

|  | Plesiopterys wildi            |
|  |                               |
|  | Elasmosauridae y Cryptoclidia |
|  |                               |

|  | Microcleididae                                                                       |
|  |                                                                                      |
|  | \| \| Plesiopterys wildi \| \| \| \| \| \| Elasmosauridae y Cryptoclidia \| \| \| \| |
|  |                                                                                      |
|  | Plesiopterys wildi                                                                   |
|  |                                                                                      |
|  | Elasmosauridae y Cryptoclidia                                                        |
|  |                                                                                      |

|  | Plesiopterys wildi            |
|  |                               |
|  | Elasmosauridae y Cryptoclidia |
|  |                               |

|  | Microcleididae                                                                       |
|  |                                                                                      |
|  | \| \| Plesiopterys wildi \| \| \| \| \| \| Elasmosauridae y Cryptoclidia \| \| \| \| |
|  |                                                                                      |
|  | Plesiopterys wildi                                                                   |
|  |                                                                                      |
|  | Elasmosauridae y Cryptoclidia                                                        |
|  |                                                                                      |

|  | Plesiopterys wildi            |
|  |                               |
|  | Elasmosauridae y Cryptoclidia |
|  |                               |

|  | Microcleididae                                                                       |
|  |                                                                                      |
|  | \| \| Plesiopterys wildi \| \| \| \| \| \| Elasmosauridae y Cryptoclidia \| \| \| \| |
|  |                                                                                      |
|  | Plesiopterys wildi                                                                   |
|  |                                                                                      |
|  | Elasmosauridae y Cryptoclidia                                                        |
|  |                                                                                      |

|  | Plesiopterys wildi            |
|  |                               |
|  | Elasmosauridae y Cryptoclidia |
|  |                               |

|  | Microcleididae                                                                       |
|  |                                                                                      |
|  | \| \| Plesiopterys wildi \| \| \| \| \| \| Elasmosauridae y Cryptoclidia \| \| \| \| |
|  |                                                                                      |
|  | Plesiopterys wildi                                                                   |
|  |                                                                                      |
|  | Elasmosauridae y Cryptoclidia                                                        |
|  |                                                                                      |

|  | Plesiopterys wildi            |
|  |                               |
|  | Elasmosauridae y Cryptoclidia |
|  |                               |

|  | Microcleididae                                                                       |
|  |                                                                                      |
|  | \| \| Plesiopterys wildi \| \| \| \| \| \| Elasmosauridae y Cryptoclidia \| \| \| \| |
|  |                                                                                      |
|  | Plesiopterys wildi                                                                   |
|  |                                                                                      |
|  | Elasmosauridae y Cryptoclidia                                                        |
|  |                                                                                      |

|  | Plesiopterys wildi            |
|  |                               |
|  | Elasmosauridae y Cryptoclidia |
|  |                               |

|  | Microcleididae                                                                       |
|  |                                                                                      |
|  | \| \| Plesiopterys wildi \| \| \| \| \| \| Elasmosauridae y Cryptoclidia \| \| \| \| |
|  |                                                                                      |
|  | Plesiopterys wildi                                                                   |
|  |                                                                                      |
|  | Elasmosauridae y Cryptoclidia                                                        |
|  |                                                                                      |

|  | Plesiopterys wildi            |
|  |                               |
|  | Elasmosauridae y Cryptoclidia |
|  |                               |

|  | Microcleididae                                                                       |
|  |                                                                                      |
|  | \| \| Plesiopterys wildi \| \| \| \| \| \| Elasmosauridae y Cryptoclidia \| \| \| \| |
|  |                                                                                      |
|  | Plesiopterys wildi                                                                   |
|  |                                                                                      |
|  | Elasmosauridae y Cryptoclidia                                                        |
|  |                                                                                      |

|  | Plesiopterys wildi            |
|  |                               |
|  | Elasmosauridae y Cryptoclidia |
|  |                               |

|  | Microcleididae                                                                       |
|  |                                                                                      |
|  | \| \| Plesiopterys wildi \| \| \| \| \| \| Elasmosauridae y Cryptoclidia \| \| \| \| |
|  |                                                                                      |
|  | Plesiopterys wildi                                                                   |
|  |                                                                                      |
|  | Elasmosauridae y Cryptoclidia                                                        |
|  |                                                                                      |

|  | Plesiopterys wildi            |
|  |                               |
|  | Elasmosauridae y Cryptoclidia |
|  |                               |

|  | Microcleididae                                                                       |
|  |                                                                                      |
|  | \| \| Plesiopterys wildi \| \| \| \| \| \| Elasmosauridae y Cryptoclidia \| \| \| \| |
|  |                                                                                      |
|  | Plesiopterys wildi                                                                   |
|  |                                                                                      |
|  | Elasmosauridae y Cryptoclidia                                                        |
|  |                                                                                      |

|  | Plesiopterys wildi            |
|  |                               |
|  | Elasmosauridae y Cryptoclidia |
|  |                               |

|  | Microcleididae                                                                       |
|  |                                                                                      |
|  | \| \| Plesiopterys wildi \| \| \| \| \| \| Elasmosauridae y Cryptoclidia \| \| \| \| |
|  |                                                                                      |
|  | Plesiopterys wildi                                                                   |
|  |                                                                                      |
|  | Elasmosauridae y Cryptoclidia                                                        |
|  |                                                                                      |

|  | Plesiopterys wildi            |
|  |                               |
|  | Elasmosauridae y Cryptoclidia |
|  |                               |

|  | Microcleididae                                                                       |
|  |                                                                                      |
|  | \| \| Plesiopterys wildi \| \| \| \| \| \| Elasmosauridae y Cryptoclidia \| \| \| \| |
|  |                                                                                      |
|  | Plesiopterys wildi                                                                   |
|  |                                                                                      |
|  | Elasmosauridae y Cryptoclidia                                                        |
|  |                                                                                      |

|  | Plesiopterys wildi            |
|  |                               |
|  | Elasmosauridae y Cryptoclidia |
|  |                               |

|  | Microcleididae                                                                       |
|  |                                                                                      |
|  | \| \| Plesiopterys wildi \| \| \| \| \| \| Elasmosauridae y Cryptoclidia \| \| \| \| |
|  |                                                                                      |
|  | Plesiopterys wildi                                                                   |
|  |                                                                                      |
|  | Elasmosauridae y Cryptoclidia                                                        |
|  |                                                                                      |

|  | Plesiopterys wildi            |
|  |                               |
|  | Elasmosauridae y Cryptoclidia |
|  |                               |

|  | Microcleididae                                                                       |
|  |                                                                                      |
|  | \| \| Plesiopterys wildi \| \| \| \| \| \| Elasmosauridae y Cryptoclidia \| \| \| \| |
|  |                                                                                      |
|  | Plesiopterys wildi                                                                   |
|  |                                                                                      |
|  | Elasmosauridae y Cryptoclidia                                                        |
|  |                                                                                      |

|  | Plesiopterys wildi            |
|  |                               |
|  | Elasmosauridae y Cryptoclidia |
|  |                               |

|  | Microcleididae                                                                       |
|  |                                                                                      |
|  | \| \| Plesiopterys wildi \| \| \| \| \| \| Elasmosauridae y Cryptoclidia \| \| \| \| |
|  |                                                                                      |
|  | Plesiopterys wildi                                                                   |
|  |                                                                                      |
|  | Elasmosauridae y Cryptoclidia                                                        |
|  |                                                                                      |

|  | Plesiopterys wildi            |
|  |                               |
|  | Elasmosauridae y Cryptoclidia |
|  |                               |

## Etimología
Eoplesiosaurus fue descrito y nombrado originalmente por Roger B. J. Benson, Mark Evans y Patrick S. Druckenmiller en 2012 y la especie tipo es Eoplesiosaurus antiquior. El nombre del género se deriva del griego Eo, "amanecer" añadido a Plesiosaurus en referencia a su cuello alargado, también presente en Plesiosaurus. El nombre de la especie se deriva del término que en latín significa "antiquísimo", por la antigüedad geológica del espécimen y también por la pintura conocida como Duria Antiquior (que significa "un Dorset más antiguo"), una representación en acuarela de 1830 de la fauna del Jurásico Inferior, que incluía plesiosaurios e ictiosaurios, obra de Henry De la Beche.